# Joo Min-jin
Joo Min-jin (kor. 주민진; ur. 1 sierpnia 1983) – południowokoreańska łyżwiarka szybka specjalizująca się w short tracku, mistrzyni olimpijska, medalistka mistrzostw świata.
W 2002 roku uczestniczyła w igrzyskach olimpijskich w Salt Lake City. Wystartowała w dwóch konkurencjach. W biegu sztafetowym zdobyła złoty medal olimpijski (wraz z nią w sztafecie pobiegły Choi Eun-kyung, Choi Min-kyung i Park Hye-won). W konkurencji tej Koreanki dwukrotnie poprawiły rekord olimpijski, a w finale ustanowiły rekord świata wynikiem 4:12,793. Joo Min-jin wystąpiła także w biegu na 500 m i zajęła w nim dziewiątą pozycję.
W latach 2000–2002 zdobyła cztery medale mistrzostw świata (złoty, srebrny i dwa brązowe), w latach 2000–2002 trzy medale drużynowych mistrzostw świata (jeden złoty i dwa srebrne), w 2003 roku złoty medal w sztafecie podczas zimowych igrzysk azjatyckich, a w 1998 i 1999 roku złote medale mistrzostw świata juniorów w wieloboju.